# Верхне-Иремельское водохранилище
Иремельское водохранилище (Верхне-Иремельское водохранилище) — водоём на реке Верхний Иремель, на границе Челябинской области и Башкортостана.
Находится в 25—30 км к юго-западу от Миасса, является основным источником питьевой воды для города.
Площадь зеркала — 6,1-6,6 км² (основная часть относится к Миасскому городскому округу, южная часть — к Учалинскому району). Объём — 43,1 млн м³ (при нормальном подпорном уровне 382 м). Глубина до 5 м. Водохранилище подпружено массивной земляной дамбой на северо-востоке.
Берега покрыты луговой и лесной растительностью, вокруг находятся живописные лесистые холмы Южного Урала. В 1991—2013 годах имело статус памятника природы регионального значения.
В водоёме водятся лещ, окунь, пескарь, плотва, щука.
В месте впадения реки Верхний Иремель на юго-западе находится малый посёлок Красный, на севере вблизи водохранилища находятся посёлок Осьмушка и дачные посёлки.